# Phelliogeton kerguelensis
Phelliogeton kerguelensis är en havsanemonart som beskrevs av Oscar Henrik Carlgren 1928. Phelliogeton kerguelensis ingår i släktet Phelliogeton och familjen Bathyphellidae. Inga underarter finns listade i Catalogue of Life.